# Bataille du mont Dingjun
Campagne de Hanzhong
La bataille du mont Dingjun (chinois simplifié : 定军山之战 ; chinois traditionnel : 定軍山之戰 ; pinyin : Dìngjūnshān Zhī Zhàn), qui a lieu en 219, à la fin de la dynastie Han, oppose les seigneurs de guerre Liu Bei et Cao Cao. La victoire de Liu Bei sur Xiahou Yuan, un des généraux de Cao Cao, marque une étape importante de la campagne de Hanzhong.

## Situation avant la bataille
En 214, Liu Bei achève la conquête de la Province de Yi, après avoir définitivement vaincu le seigneur de guerre Liu Zhang. De son côté, en 215, Cao Cao réussit à conquérir la commanderie de Hanning (漢寧郡), grâce à la victoire qu'il remporte sur les troupes du seigneur de guerre Zhang Lu, lors de la bataille de Yangping. Après avoir récompensé ses hommes et ceux qui l'ont rejoint, Cao rebaptise Hanning en "commanderie de Hanzhong" et repart pour Ye (鄴), la capitale de son domaine, en laissant derrière lui son cousin Xiahou Yuan responsable de la défense de ses nouvelles conquêtes.
La prise de Hanzhong par Cao Cao est une très mauvaise nouvelle pour Liu Bei, car cette ville est le point d'accès nord de ses nouveaux territoires, ce qui signifie que Cao peut attaquer et envahir la province de Yi quand il le désire. Dès 215, avant même la fin de la conquête de Hanning par Cao Cao, Li Bei s'empare de Bazhong, une ville située au sud de la commanderie, puis il commence à préparer une campagne pour s'emparer de Hanzhong.

## La bataille
En 217, Liu Bei part avec son armée pour aller conquérir la commanderie de Hanzhong et rencontre les troupes de Xiahou Yuan au col de Yangping (陽平關). Le face-à-face entre les deux armées dure plus d’un an et la situation s'enlise jusqu'au mois du Tigre de l'année du Cochon.
Pour sortir de cette impasse, Liu Bei décide d'utiliser la ruse et un soir, profitant de l'obscurité, il fait incendier la palissade qui entoure le camp de Xiahou Yuan, qui est situé au pied du mont Dingjun. Lorsqu'il est mis au courant de l’attaque, Xiahou Yuan envoie Zhang He défendre la partie nord-est du camp, pendant que lui-même garde le sud. Cependant, comme le gros des troupes de Liu attaque Zhang He, ce dernier se trouve rapidement en mauvaise position et Xiahou Yuan est obligé de lui envoyer une partie de ses soldats pour l'aider.
C'est alors que les troupes de Huang Zhong, un des généraux de Liu Bei, profitent de l'affaiblissement de Xiahou Yuan pour l'attaquer au son des tambours de guerre. La bataille se transforme rapidement en déroute pour les troupes de Cao Cao, Xiahou Yuan et son fils Xiahou Rong étant tous deux tués durant les combats, ainsi que le bras droit de Yuan.

## La bataille dans leRoman des Trois Royaumes
Dans le chapitre 71 du Roman des Trois Royaumes, un roman historique écrit par Luo Guanzhong, Xiahou Yuan installe son camp sur le mont Dingjun, afin de pouvoir surveiller celui de ses ennemis, qui est situé en bas de la montagne. Huang Zhong riposte en déplaçant son camp tous les jours, pour le rapprocher petit à petit de celui de Xiahou Yuan.
Au bout d'un certain temps, alors que la situation s'enlise, Yuan décide d'utiliser un stratagème pour attirer Zhong et le capturer. Il envoie Xiahou Shang devant le camp de Huang Zhong, pour défier ce dernier en duel et le faire sortir. Cependant, le plan échoue car Chen Shi, un des officiers de Huang Zhong, se porte volontaire pour combattre Xiahou Shang. Voyant cela, Xiahou Shang feint la défaite et se retire. Chen Shi ne renonce pas et se lance à la poursuite de Xiahou Shang, mais il tombe dans une embuscade tendue par Xiahou Yuan et est capturé à la place de son supérieur. Malgré cette victoire, Xiahou Yuan est déçu car il s’attendait à capturer Huang Zhong. Lors d'une autre bataille, Xiahou Shang est capturé à son tour par Huang Zhong.
Xiahou Yuan décide de libérer Chen Shi si, en échange, Huang Zhong libère Xiahou Shang. Zhong accepte et dès le lendemain, sur la ligne de front, les prisonniers sont échangés. Mais pendant l'échange, Huang Zhong tire une flèche sur Xiahou Shang et le blesse. Xiahou Yuan, furieux, veut combattre Huang Zhong, mais il est stoppé par Zhang He. Après cet incident, Yuan n'a pas d'autre choix que de retourner à son camp et de rester sur la défensive.
Sur les conseils de Fa Zheng, Huang Zhong déplace ses troupes et s'installe sur le mont Tiandang, une montagne voisine et plus élevée que le mont Dingjun. Dès lors, ce serait Zhong qui bénéficierait de l'avantage de pouvoir observer le campement ennemi et plus Yuan. Ce dernier refuse de laisser un tel avantage à ses adversaires et décide d’attaquer le nouveau camp du mont Tiandang. Voyant cela, Huang Zhong préfère rester sur la défensive et refuse d'attaquer les troupes de Xiahou Yuan.
Quelque temps après cette attaque, Fa Zheng voit que les troupes de Xiahou Yuan sont démoralisées. Il le signale à Huang Zhong et l'encourage à attaquer Xiahou Yuan. Ce dernier n'arrive pas à riposter à temps à l'attaque des troupes de Liu Bei et est tué par Huang Zhong, qui l'ouvre en deux juste en dessous des épaules. La victoire renforce le prestige de Huang Zhong et confirme qu'il est bien l’un des « Cinq généraux tigres ».
Lorsque Cao Cao est mis au courant de la mort de Xiahou Yuan, il fond en larmes. Alors seulement, il comprend le sens des paroles du Devin Guan Lu (管辂) :
Trois et huit courent et se croisent (Le combat a eu lieu durant l'an 24 de l’ère Jian'an soit, pour nous, l'an 219) ;
Un Cochon jaune rencontre un Tigre (Le combat a eu lieu durant le mois du Tigre de l'année du Cochon) ;
Au Sud de l'armée arrêtée (En fait, au sud du mont Dingjun dont le nom signifie "armée arrêtée") ;
Un membre sera perdu (Référence à Xiahou Yuan, qui était connu pour être un bon et fidèle ami de Cao Ca, en plus d'être son cousin).

## Dans la culture populaire
La bataille est aussi le thème d'une pièce, basée sur le roman, jouée par la troupe de l’Opéra de Pékin. La tradition veut que l’acteur jouant Xiahou Yuan obtienne une enveloppe rouge pour sa performance si la pièce est jouée pendant le Nouvel An chinois, car le fait d'être "tué" sur scène à cette époque de l'année est considérée comme un signe de malchance.
Le premier film chinois jamais réalisé, La Montagne Dingjun (1905), est l'enregistrement d'une représentation de cette pièce par l’Opéra de Pékin.
La bataille est jouable dans plusieurs épisodes de la série de jeux vidéo Dynasty Warriors